# عصام دحكيلالي
 عصام دحكيلالي (1992 تونس) هو لاعب كرة قدم تونسي.

## روابط خارجية
- عصام دحكيلالي على موقع قاعدة بيانات كرة القدم.إي يو (الإنجليزية)
- عصام دحكيلالي على موقع Soccerway.com (الإنجليزية)
- عصام دحكيلالي على موقع عالم كرة القدم.نت (الإنجليزية)